# SI-1
La SI-1 es una vía de comunicación que pertenece a la Red Local de 2º Orden de Carreteras del Principado de Asturias. Tiene una longitud de 1,22 km y une las localidades sierenses de Lugones y La Venta del Gallo.
Comienza en un cruce con la carretera AS-381, Avenida de Oviedo, en Lugones; y finaliza en el cruce con la AS-385 en La Venta del Gallo, siendo durante muchos años, la entrada natural desde Avilés a Lugones, antes del desdoblamiento de la AS-17.
Discurre íntegramente por la parroquia de Lugones, pasando por los barrios de El Carbayu y El Resbalón.
Tiene un carácter prácticamente urbano, estando dotada de numerosos semáforos y pasos de cebra.

## Denominaciones antiguas
Antes de que se publicase en el Boletín Oficial del Principado de Asturias el Catálogo de Carreteras de 1989, la SI-1 estaba formada por 1 carretera comarcal del Plan Peña de 1939:
- C-634 Avilés - Sama de Langreo (Tramo La Venta del Gallo - Lugones, antes del desdoblamiento por la variante en la década de 1980)